# Бернбрух

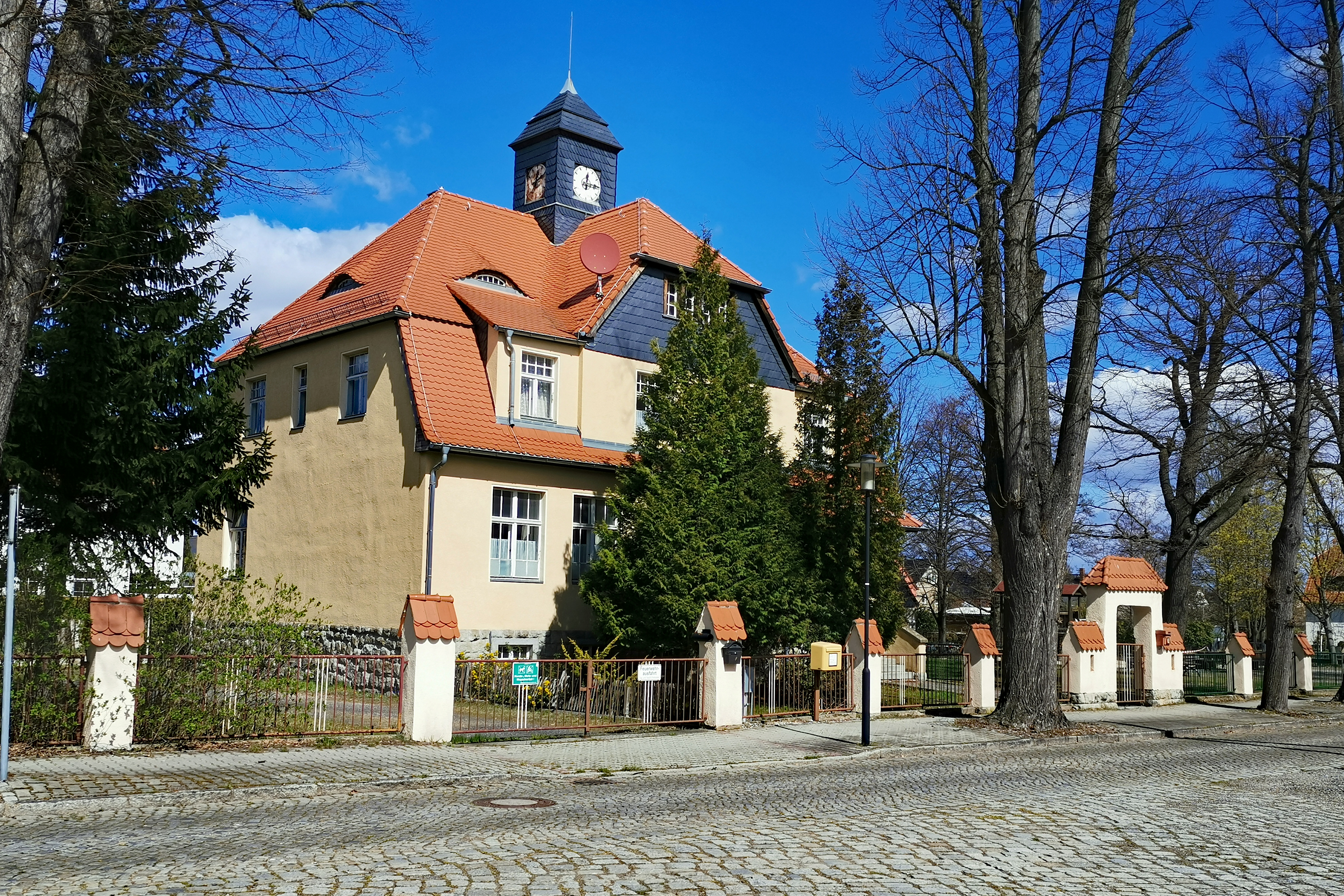

Бе́рнбрух (нем. Bernbruch; серболужицкое наименование — Ба́мбрух (в.-луж. Bambruch)) — сельский населённый пункт в городских границах Каменца, район Баутцен, федеральная земля Саксония, Германия.

## География
Находится на севере Каменца на берегу реки Швосдорфер-Вассер (Schwosdorfer Wasser), левого притока реки Шварце-Эльстер (серболужицкое наименование — Чорны-Гальштров). На севере, юго-западе и западе окружён холмами: на севере — холмы Roter Berg (199 м.), Ochsenberg, Teufelsberg, на юго-западе — холм Galbenberg (218 м.) и на западе — Бутрова-Гора (213 м.).
На севере населённого пункта находится промышленный парк Каменца «Am Ochsenberg» и на юге — торговый центр «Kaufland». На западе от деревни располагается аэропорт Каменца. На западе от деревни проходит железнодорожная линия, за которой возле холма Бутрова-Гора находится каменоломня «Steinbruch Kamenz Natursteinwerke Weiland» по добыче гранодиорита.
Улица «Nordstraße» (Sewjerna dróga) связывает Бернбрух с центром Каменца.
Через населённый пункт с востока на запад проходит автомобильная дорога K9270, которая связывает Бернбрух на востоке с автомобильной дорогой S94 и на западе — с автомобильной дорогой S94.
Соседние населённые пункты: на севере — деревня Била (Бела, в городских границах Каменца), на северо-востоке — деревня Чорнау-Шидель (Чорнов-Кшидол, в городских границах Каменца), на юге — Каменц и на западе — деревня Либенау (Лубнёв, в городских границах Каменца).

## История
Впервые упоминается в 1225 году в под наименованием «Berenbruche». В средние века деревня принадлежала женскому монастырю Мариенштерн. В 1999 году населённый пункт вошёл в городские границы Каменца.
Исторические немецкие наименования
- Berenbruche, 1225
- Bernbruch, 1315
- Berinbruch, 1355
- Bernbroch, 1486
- Beerenbach, 1721
- Berenbruch, 1759

## Население
Согласно статистическому сочинению «Dodawki k statisticy a etnografiji łužickich Serbow» Арношта Муки в 1884 году в деревне проживало 265 жителей (из них — 7 лужичан).
| 1834 | 1871 | 1890 | 1910 | 1925 | 1939 | 1946 | 2011 |
| ---- | ---- | ---- | ---- | ---- | ---- | ---- | ---- |
| 215  | 244  | 273  | 535  | 506  | 534  | 603  | 333  |